# Rio do Sono (vattendrag i Brasilien, Minas Gerais)
Rio do Sono är ett vattendrag i Brasilien.   Det ligger i delstaten Minas Gerais, i den sydöstra delen av landet, 290 km sydost om huvudstaden Brasília.
Omgivningarna runt Rio do Sono är huvudsakligen savann. Runt Rio do Sono är det mycket glesbefolkat, med 2 invånare per kvadratkilometer.